# حباك برينسيبي
الحباك البرينسيبي (الاسم العلمي: Ploceus princeps) نوع من الطيور الصغيرة من فصيلة الحباك، متوطن في ساو توميه وبرينسيب.